# Secteur pavé de Saint-Hilaire-lez-Cambrai à Saint-Vaast-en-Cambrésis
Le secteur pavé de Saint-Hilaire-lez-Cambrai à Saint-Vaast-en-Cambrésis est un secteur pavé de la course cycliste Paris-Roubaix situé entre les communes de Saint-Hilaire-lez-Cambrai et Saint-Vaast-en-Cambrésis avec une difficulté actuellement classée trois étoiles. Il apparaît pour la seule fois à ce jour sur le parcours en 2018.

## Caractéristiques
- Longueur : 1 500 m
- Difficulté : 3 étoiles
- Secteur n° 25 (avant l'arrivée) (2018)